# NGC 7051
NGC 7051 је спирална галаксија у сазвежђу Водолија која се налази на NGC листи објеката дубоког неба.
Деклинација објекта је - 8° 46' 57" а ректасцензија 21h 19m 51,3s. Привидна величина (магнитуда) објекта NGC 7051 износи 13,0 а фотографска магнитуда 13,9. NGC 7051 је још познат и под ознакама MCG -2-54-4, IRAS 21171-0859, PGC 66566.